# Liste des mammifères en Europe

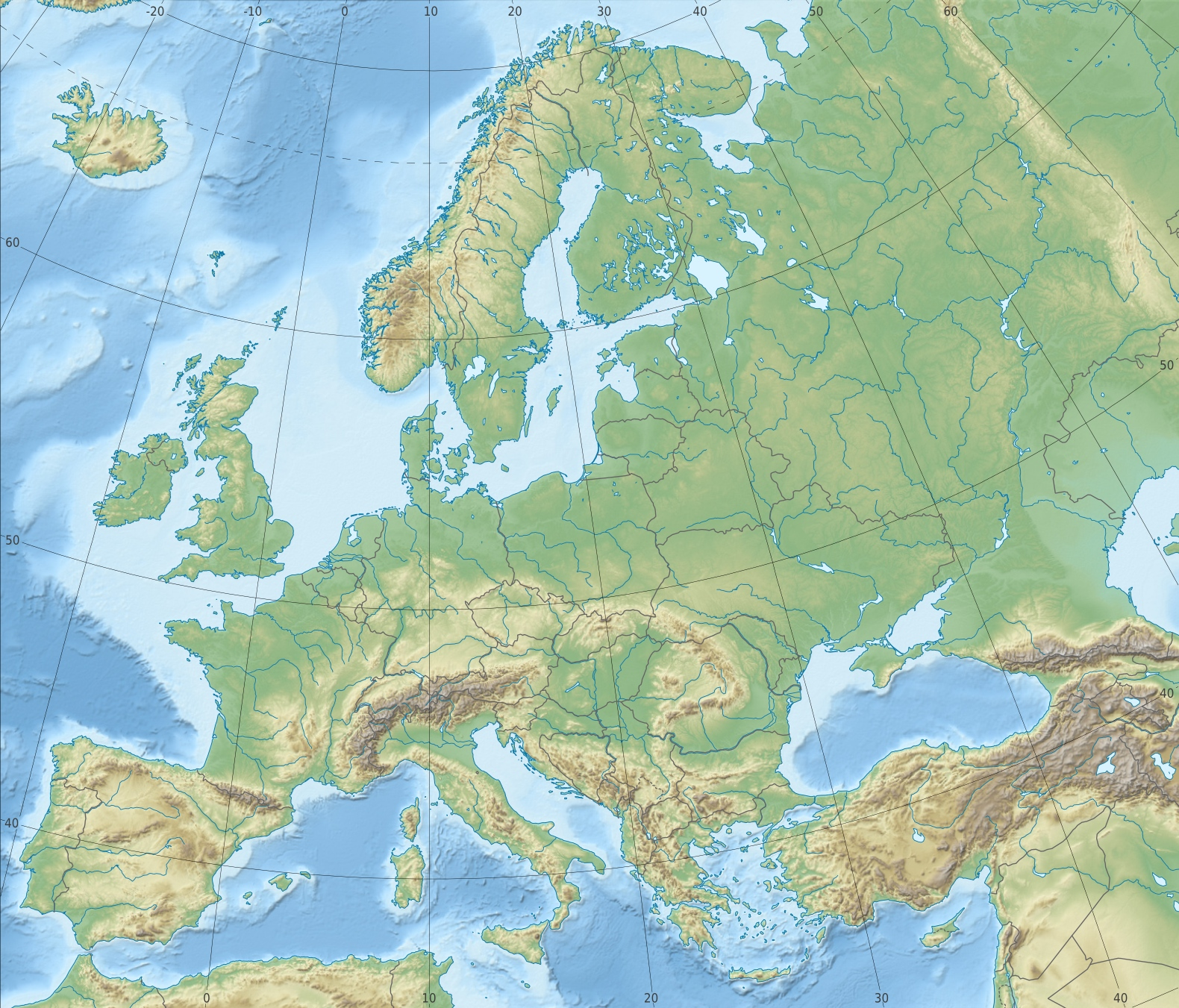
Carte topographique de l'Europe.

Localisation de l'Europe dans l'hémisphère nord.

Cette liste commentée recense la mammalofaune en Europe. Elle répertorie les espèces de mammifères européens actuels et celles qui ont été récemment classifiées comme éteintes (à partir de l'Holocène, depuis donc 11 700 ans av. J.‑C.). Comme ici n'est référencé que l'Europe dans ses limites géographiques les plus communément admises, cette liste ne comptabilise pas les animaux présents dans les îles Canaries, Madère, le Groenland, la Sibérie, la partie asiatique de la Transcaucasie, l'Anatolie et Chypre.
Elle comporte 351 espèces réparties en douze ordres et 47 familles, dont une est « éteinte », sept sont « en danger critique d'extinction », quatorze sont « en danger », 27 sont « vulnérables », 24 sont « quasi menacées » et vingt ont des « données insuffisantes » pour être classées (selon les critères de la liste rouge de l'UICN au niveau mondial). À l'échelle européenne, ces mammifères n'ont pas forcément les mêmes statuts que précédemment : une est « éteinte », cinq sont « en danger critique d'extinction », sept sont « en danger », 21 sont « vulnérables », 21 autres sont « quasi menacées », 19 ont des « données insuffisantes » pour être classées et 48 sont « non applicables » (c'est-à-dire introduites, erratiques ou en limite d'aire de répartition en Europe, qui sont dites aussi cryptogènes).
Cette liste contient au moins 33 espèces introduites sur ce territoire, qui sont plus ou moins bien acclimatées. Il peut contenir aussi des animaux non reconnus par la liste rouge de l'UICN (24 mammifères ici) ou absents de la liste rouge européenne (75 au total) et ils sont classés en « non évalué » : cela étant dû notamment au manque de données, à des espèces domestiques, disparues ou éteintes avant le XVIe siècle ou non acclimatées de manière certaine sur le territoire. Il existe en Europe 73 espèces de mammifères endémiques (60 actuelles et treize éteintes).

## Statuts des listes rouges de l'UICN
Les statuts de conservation utilisés par la liste rouge de l'UICN mondiale sont :
| (EX) | Éteint                  | Il n'y a pas le moindre doute sur le fait que le dernier spécimen recensé est mort.                                                                   |
| (EW) | Éteint à l'état sauvage | L'espèce est connue uniquement en captivité ou en tant que population naturalisée bien en dehors de son ancienne aire de répartition.                 |
| (CR) | En danger critique      | L'espèce risque prochainement de s'éteindre à l'état sauvage.                                                                                         |
| (EN) | En danger               | L'espèce fait face à un très gros risque d'extinction à l'état sauvage.                                                                               |
| (VU) | Vulnérable              | L'espèce fait face à un gros risque d'extinction à l'état sauvage.                                                                                    |
| (NT) | Quasi menacé            | L'espèce ne satisfait pas un ou plusieurs des critères prévus qui permettraient de la catégoriser, mais pourrait risquer de s'éteindre dans le futur. |
| (LC) | Préoccupation mineure   | Il n'y a pas de risque identifiable pour l'espèce. |
| (DD) | Données insuffisantes   | Il n'y a pas d'information adéquate qui permettraient de faire une évaluation des risques pour cette espèce.                                          |
| (NE) | Non évalué              | L'espèce n'a pas encore été confrontée aux critères précédents, n'est pas reconnue par l'UICN ou bien s'est éteinte avant le XVIe siècle.             |

Et les statuts présents dans la liste rouge européenne sont :
| (EX) | Éteint                    | Il n'y a pas le moindre doute sur le fait que le dernier spécimen recensé est mort.                                                                   |
| (EW) | Éteint à l'état sauvage   | L'espèce est connue uniquement en captivité ou en tant que population naturalisée bien en dehors de son ancienne aire de répartition.                 |
| (RE) | Éteint au niveau régional | L'espèce n'est plus présente localement en Europe à l'état sauvage (mais se trouve dans d'autres régions).                                            |
| (CR) | En danger critique        | L'espèce risque prochainement de s'éteindre à l'état sauvage.                                                                                         |
| (EN) | En danger                 | L'espèce fait face à un très gros risque d'extinction à l'état sauvage.                                                                               |
| (VU) | Vulnérable                | L'espèce fait face à un gros risque d'extinction à l'état sauvage.                                                                                    |
| (NT) | Quasi menacé              | L'espèce ne satisfait pas un ou plusieurs des critères prévus qui permettraient de la catégoriser, mais pourrait risquer de s'éteindre dans le futur. |
| (LC) | Préoccupation mineure     | Il n'y a pas de risque identifiable pour l'espèce. |
| (DD) | Données insuffisantes     | Il n'y a pas d'information adéquate qui permettraient de faire une évaluation des risques pour cette espèce.                                          |
| (NA) | Non applicable            | L'espèce peut être d'introduction récente (voir invasive) sur le territoire, erratique ou en limite d'aire de répartition dans la région.             |
| (NE) | Non évalué                | L'espèce n'a pas encore été confrontée aux critères précédents, n'est pas reconnue par l'UICN ou bien s'est éteinte avant le XVIe siècle.             |

## Ordre:Diprotodontes

### Famille:Macropodidés
| Nom vulgaire, nom binominal et citation d'auteurs         | Origine et statut en Europe | Aire de répartition                       | Statut UICN mondial | Statut UICN européen | Image              |
| --------------------------------------------------------- | --------------------------- | ----------------------------------------- | ------------------- | -------------------- | ------------------ |
| Wallaby de Bennett Macropus rufogriseus (Desmarest, 1817) | Allochtone (Introduit),     | Aire de répartition du Wallaby de Bennett | [ 3 ]               | NA                   | Wallaby de Bennett |

## Ordre:Proboscidiens

### Famille:Éléphantidés
| Nom vulgaire, nom binominal et citation d'auteurs                    | Origine et statut en Europe         | Aire de répartition    | Statut UICN mondial | Statut UICN européen | Image                  |
| -------------------------------------------------------------------- | ----------------------------------- | ---------------------- | ------------------- | -------------------- | ---------------------- |
| Palaeoloxodon tiliensis (Theodorou, Symeonidis & Stathopoulou, 2007) | Autochtone (Endémique mais éteint), | Illustration manquante | (EX)                | (NE)                 | Illustration manquante |

## Ordre:Primates

### Famille:Cercopithécidés
| Nom vulgaire, nom binominal et citation d'auteurs    | Origine et statut en Europe | Aire de répartition                        | Statut UICN mondial | Statut UICN européen | Image               |
| ---------------------------------------------------- | --------------------------- | ------------------------------------------ | ------------------- | -------------------- | ------------------- |
| Macaque de Barbarie Macaca sylvanus (Linnaeus, 1758) | Allochtone (Introduit)      | Aire de répartition du Macaque de Barbarie | [ 5 ]               | NA                   | Macaque de Barbarie |

### Famille:Hominidés
| Nom vulgaire, nom binominal et citation d'auteurs | Origine et statut en Europe | Aire de répartition                    | Statut UICN mondial | Statut UICN européen | Image         |
| ------------------------------------------------- | --------------------------- | -------------------------------------- | ------------------- | -------------------- | ------------- |
| Homme moderne Homo sapiens Linnaeus, 1758         | Autochtone,                 | Aire de répartition de l'Homme moderne | [ 6 ]               | (NE)                 | Homme moderne |

## Ordre:Lagomorphes

### Famille:Léporidés
| Nom vulgaire, nom binominal et citation d'auteurs          | Origine et statut en Europe | Aire de répartition                          | Statut UICN mondial | Statut UICN européen | Image                  |
| ---------------------------------------------------------- | --------------------------- | -------------------------------------------- | ------------------- | -------------------- | ---------------------- |
| Lièvre de Castroviejo Lepus castroviejoi Palacios, 1977    | Autochtone (Endémique),     | Aire de répartition du Lièvre de Castroviejo | [ 7 ]               | [ 2 ]                | Illustration manquante |
| Lièvre corse Lepus corsicanus de Winton, 1898              | Autochtone (Endémique)      | Aire de répartition du Lièvre corse          | [ 8 ]               | [ 2 ]                | Lièvre corse           |
| Lièvre d'Europe Lepus europaeus Pallas, 1778               | Autochtone                  | Aire de répartition du Lièvre d'Europe       | [ 9 ]               | [ 2 ]                | Lièvre d'Europe        |
| Lièvre ibérique Lepus granatensis Rosenhauer, 1856         | Autochtone (Endémique)      | Aire de répartition du Lièvre ibérique       | [ 10 ]              | [ 2 ]                | Lièvre ibérique        |
| Lièvre variable Lepus timidus Linnaeus, 1758               | Autochtone                  | Aire de répartition du Lièvre variable       | [ 11 ]              | [ 2 ]                | Lièvre variable        |
| Lièvre du Cap Lepus capensis Linnaeus, 1758                | Allochtone (Introduit)      | Aire de répartition du Lièvre du Cap         | [ 13 ]              | [ 2 ]                | Lièvre du Cap          |
| Lièvre des steppes Lepus tolai Pallas, 1778                | Autochtone                  | Aire de répartition du Lièvre des steppes    | [ 15 ]              | (NE)                 | Lièvre des steppes     |
| Lapin de garenne Oryctolagus cuniculus (Linnaeus, 1758)    | Autochtone                  | Aire de répartition du Lapin de garenne      | [ 16 ]              | [ 2 ]                | Lapin de garenne       |
| Lapin de Floride Sylvilagus floridanus (J. A. Allen, 1890) | Allochtone (Introduit)      | Aire de répartition du Lapin de Floride      | [ 18 ]              | NA                   | Lapin de Floride       |

### Famille:Ochotonidés
| Nom vulgaire, nom binominal et citation d'auteurs | Origine et statut en Europe | Aire de répartition                     | Statut UICN mondial | Statut UICN européen | Image            |
| ------------------------------------------------- | --------------------------- | --------------------------------------- | ------------------- | -------------------- | ---------------- |
| Pika des steppes Ochotona pusilla (Pallas, 1769)  | Autochtone                  | Aire de répartition du Pika des steppes | [ 19 ]              | (NE)                 | Pika des steppes |
| Pika du Nord Ochotona hyperborea (Pallas, 1811)   | Autochtone                  | Aire de répartition du Pika du Nord     | [ 21 ]              | (NE)                 | Pika du Nord     |

### Famille:Prolagidés
| Nom vulgaire, nom binominal et citation d'auteurs | Origine et statut en Europe        | Aire de répartition    | Statut UICN mondial | Statut UICN européen | Image      |
| ------------------------------------------------- | ---------------------------------- | ---------------------- | ------------------- | -------------------- | ---------- |
| Pika sarde Prolagus sardus (Wagner, 1832)         | Autochtone (Endémique mais éteint) | Illustration manquante | [ 22 ]              | [ 2 ]                | Pika sarde |

## Ordre:Rodentiens

### Famille:Castoridés
| Nom vulgaire, nom binominal et citation d'auteurs | Origine et statut en Europe | Aire de répartition                     | Statut UICN mondial | Statut UICN européen | Image            |
| ------------------------------------------------- | --------------------------- | --------------------------------------- | ------------------- | -------------------- | ---------------- |
| Castor du Canada Castor canadensis Kuhl, 1820     | Allochtone (Introduit)      | Aire de répartition du Castor du Canada | [ 23 ]              | NA                   | Castor du Canada |
| Castor d'Eurasie Castor fiber Linnaeus, 1758      | Autochtone                  | Aire de répartition du Castor d'Eurasie | [ 24 ]              | [ 2 ]                | Castor d'Eurasie |

### Famille:Hystricidés
| Nom vulgaire, nom binominal et citation d'auteurs | Origine et statut en Europe | Aire de répartition                      | Statut UICN mondial | Statut UICN européen | Image             |
| ------------------------------------------------- | --------------------------- | ---------------------------------------- | ------------------- | -------------------- | ----------------- |
| Porc-épic à crête Hystrix cristata Linnaeus, 1758 | Allochtone (Introduit)      | Aire de répartition du Porc-épic à crête | [ 26 ]              | [ 2 ]                | Porc-épic à crête |

### Famille:Myocastoridés
| Nom vulgaire, nom binominal et citation d'auteurs | Origine et statut en Europe | Aire de répartition             | Statut UICN mondial | Statut UICN européen | Image    |
| ------------------------------------------------- | --------------------------- | ------------------------------- | ------------------- | -------------------- | -------- |
| Ragondin Myocastor coypus (Molina, 1782)          | Allochtone (Introduit)      | Aire de répartition du Ragondin | [ 28 ]              | NA                   | Ragondin |

### Famille:Dipodidés
| Nom vulgaire, nom binominal et citation d'auteurs                           | Origine et statut en Europe | Aire de répartition                            | Statut UICN mondial | Statut UICN européen | Image                         |
| --------------------------------------------------------------------------- | --------------------------- | ---------------------------------------------- | ------------------- | -------------------- | ----------------------------- |
| Gerboise afghane Allactaga elater (Lichtenstein, 1828)                      | Autochtone                  | Aire de répartition de la Gerboise afghane     | [ 29 ]              | [ 2 ]                | Gerboise afghane              |
| Grande Gerboise Allactaga major (Kerr, 1792)                                | Autochtone                  | Illustration manquante                         | [ 30 ]              | [ 2 ]                | Grande Gerboise               |
| Gerboise-lièvre Pygeretmus pumilio (Kerr, 1792)                             | Autochtone                  | Illustration manquante                         | [ 31 ]              | [ 2 ]                | Illustration manquante        |
| Gerboise aux pattes rugueuses Dipus sagitta (Pallas, 1773)                  | Autochtone                  | Illustration manquante                         | [ 32 ]              | NA                   | Gerboise aux pattes rugueuses |
| Gerboise à grosse queue Stylodipus telum (Lichtenstein, 1823)               | Autochtone                  | Illustration manquante                         | [ 33 ]              | [ 2 ]                | Gerboise à grosse queue       |
| Siciste des bouleaux Sicista betulina (Pallas, 1779)                        | Autochtone                  | Aire de répartition de la Siciste des bouleaux | [ 34 ]              | [ 2 ]                | Siciste des bouleaux          |
| Siciste du Caucase Sicista caucasica Vinogradov, 1925                       | Autochtone                  | Illustration manquante                         | [ 35 ]              | (NE)                 | Illustration manquante        |
| Siciste d'Ossétie Sicista kazbegica Sokolov, Baskevich & Kovalskaya, 1986   | Autochtone                  | Illustration manquante                         | [ 36 ]              | (NE)                 | Illustration manquante        |
| Siciste de Klukhor Sicista kluchorica Sokolov, Kovalskaya & Baskevich, 1980 | Autochtone                  | Illustration manquante                         | [ 37 ]              | (NE)                 | Illustration manquante        |
| Siciste de Severtzov Sicista severtzovi Ognev, 1935                         | Autochtone (Endémique)      | Aire de répartition de la Siciste de Severtzov | [ 38 ]              | [ 2 ]                | Illustration manquante        |
| Siciste de Strand Sicista strandi Formozov, 1931                            | Autochtone                  | Illustration manquante                         | [ 39 ]              | [ 2 ]                | Illustration manquante        |
| Siciste des steppes Sicista subtilis (Pallas, 1773)                         | Autochtone                  | Illustration manquante                         | [ 41 ]              | [ 2 ]                | Siciste des steppes           |

### Famille:Cricétidés
| Nom vulgaire, nom binominal et citation d'auteurs                       | Origine et statut en Europe        | Aire de répartition                           | Statut UICN mondial | Statut UICN européen | Image                       |
| ----------------------------------------------------------------------- | ---------------------------------- | --------------------------------------------- | ------------------- | -------------------- | --------------------------- |
| Campagnol terrestre Arvicola amphibius (Linnaeus, 1758)                 | Autochtone                         | Aire de répartition du Campagnol terrestre    | [ 42 ]              | [ 2 ]                | Campagnol terrestre         |
| Campagnol amphibie Arvicola sapidus Miller, 1908                        | Autochtone (Endémique)             | Aire de répartition du Campagnol amphibie     | [ 43 ]              | [ 2 ]                | Campagnol amphibie          |
| Campagnol fouisseur Arvicola scherman (Shaw, 1801)                      | Autochtone (Endémique)             | Aire de répartition du Campagnol fouisseur    | [ 44 ]              | (NE)                 | Illustration manquante      |
| Campagnol de Gudauri Chionomys gud (Satunin, 1909)                      | Autochtone                         | Illustration manquante                        | [ 45 ]              | (NE)                 | Illustration manquante      |
| Campagnol des neiges Chionomys nivalis (Martins, 1842)                  | Autochtone                         | Aire de répartition du Campagnol des neiges   | [ 46 ]              | [ 2 ]                | Campagnol des neiges        |
| Campagnol de Robert Chionomys roberti (Thomas, 1906)                    | Autochtone                         | Illustration manquante                        | [ 47 ]              | (NE)                 | Illustration manquante      |
| Campagnol de Male Microtus malei Hinton, 1927                           | Autochtone (Endémique mais éteint) | Illustration manquante                        | (NE)                | (NE)                 | Illustration manquante      |
| Microtus middendorffi (Poliakov, 1881)                                  | Autochtone                         | Illustration manquante                        | [ 49 ]              | NA                   | Illustration manquante      |
| Campagnol nordique Microtus oeconomus (Pallas, 1776)                    | Autochtone                         | Illustration manquante                        | [ 50 ]              | [ 2 ]                | Campagnol nordique          |
| Campagnol agreste Microtus agrestis (Linnaeus, 1761)                    | Autochtone                         | Aire de répartition du Campagnol agreste      | [ 51 ]              | [ 2 ]                | Campagnol agreste           |
| Campagnol des champs Microtus arvalis (Pallas, 1778)                    | Autochtone,                        | Aire de répartition du Campagnol des champs   | [ 52 ]              | [ 2 ]                | Campagnol des champs        |
| Campagnol de Cabrera Microtus cabrerae Thomas, 1906                     | Autochtone (Endémique)             | Aire de répartition du Campagnol de Cabrera   | [ 53 ]              | [ 2 ]                |                             |
| Campagnol méditerranéen Microtus guentheri (Danford & Alston, 1880)     | Autochtone                         | Illustration manquante                        | [ 54 ]              | [ 2 ]                | Campagnol méditerranéen     |
| Campagnol d'Ondrias Microtus levis Miller, 1908                         | Autochtone                         | Illustration manquante                        | [ 55 ]              | [ 2 ]                | Campagnol d'Ondrias         |
| Campagnol levantin Microtus socialis (Pallas, 1773)                     | Autochtone                         | Illustration manquante                        | [ 56 ]              | [ 2 ]                | Campagnol levantin          |
| Campagnol des hauteurs Microtus gregalis (Pallas, 1779)                 | Autochtone                         | Illustration manquante                        | [ 57 ]              | [ 2 ]                | Campagnol des hauteurs      |
| Campagnol de Bavière Microtus bavaricus (König, 1962)                   | Autochtone (Endémique)             | Illustration manquante                        | [ 58 ]              | [ 2 ]                | Illustration manquante      |
| Microtus brachycercus Lehmann, 1961                                     | Autochtone (Endémique)             | Illustration manquante                        | [ 59 ]              | [ 2 ]                | Illustration manquante      |
| Campagnol du Daghestan Microtus daghestanicus (Shidlovsky, 1919)        | Autochtone                         | Illustration manquante                        | [ 60 ]              | (NE)                 | Illustration manquante      |
| Campagnol provençal Microtus duodecimcostatus de Sélys Longchamps, 1839 | Autochtone (Endémique)             | Aire de répartition du Campagnol provençal    | [ 61 ]              | [ 2 ]                | Illustration manquante      |
| Campagnol de Felten Microtus felteni Malec & Storch, 1963               | Autochtone (Endémique)             | Illustration manquante                        | [ 62 ]              | [ 2 ]                | Illustration manquante      |
| Campagnol des Pyrénées Microtus gerbei (Gerbe, 1879)                    | Autochtone (Endémique)             | Aire de répartition du Campagnol des Pyrénées | [ 63 ]              | [ 2 ]                | Illustration manquante      |
| Campagnol de Liechtenstein Microtus liechtensteini (Wettstein, 1927)    | Autochtone (Endémique)             | Illustration manquante                        | [ 64 ]              | [ 2 ]                | Illustration manquante      |
| Campagnol basque Microtus lusitanicus (Gerbe, 1879)                     | Autochtone (Endémique)             | Aire de répartition du Campagnol basque       | [ 65 ]              | [ 2 ]                | Campagnol basque            |
| Campagnol de Major Microtus majori Thomas, 1906                         | Autochtone                         | Illustration manquante                        | [ 66 ]              | (NE)                 | Illustration manquante      |
| Campagnol de Fatio Microtus multiplex (Fatio, 1905)                     | Autochtone (Endémique)             | Illustration manquante                        | [ 67 ]              | [ 2 ]                | Illustration manquante      |
| Campagnol de Savi Microtus savii (de Sélys Longchamps, 1838)            | Autochtone (Endémique)             | Illustration manquante                        | [ 68 ]              | [ 2 ]                | Campagnol de Savi           |
| Campagnol souterrain Microtus subterraneus (de Sélys Longchamps, 1836)  | Autochtone                         | Illustration manquante                        | [ 69 ]              | [ 2 ]                | Campagnol souterrain        |
| Campagnol des Tatras Microtus tatricus Kratochvíl, 1952                 | Autochtone (Endémique)             | Illustration manquante                        | [ 70 ]              | [ 2 ]                | Campagnol des Tatras        |
| Campagnol de Thomas Microtus thomasi (Barrett-Hamilton, 1903)           | Autochtone (Endémique)             | Illustration manquante                        | [ 71 ]              | [ 2 ]                | Illustration manquante      |
| Campagnol endémique corso-sarde Microtus henseli Forsyth Major, 1882    | Autochtone (Endémique mais éteint) | Illustration manquante                        | (NE)                | (NE)                 | Illustration manquante      |
| Lemming arctique Dicrostonyx torquatus (Pallas, 1778)                   | Autochtone                         | Illustration manquante                        | [ 73 ]              | [ 2 ]                | Lemming arctique            |
| Campagnol fouisseur du Nord Ellobius talpinus (Pallas, 1770)            | Autochtone                         | Illustration manquante                        | [ 74 ]              | [ 2 ]                | Campagnol fouisseur du Nord |
| Lagure jaune Eolagurus luteus (Eversmann, 1840)                         | Autochtone (Disparu),              | Illustration manquante                        | [ 76 ]              | (NE)                 | Illustration manquante      |
| Lemming des steppes Lagurus lagurus (Pallas, 1773)                      | Autochtone                         | Illustration manquante                        | [ 77 ]              | [ 2 ]                | Lemming des steppes         |
| Lemming des toundras Lemmus lemmus (Linnaeus, 1758)                     | Autochtone (Endémique)             | Aire de répartition du Lemming des toundras   | [ 78 ]              | [ 2 ]                | Lemming des toundras        |
| Lemming de Sibérie Lemmus sibiricus (Kerr, 1792)                        | Autochtone                         | Aire de répartition du Lemming de Sibérie     | [ 79 ]              | [ 2 ]                | Lemming de Sibérie          |
| Lemming de forêt Myopus schisticolor (Lilljeborg, 1844)                 | Autochtone                         | Aire de répartition du Lemming de forêt       | [ 80 ]              | [ 2 ]                | Lemming de forêt            |
| Campagnol roussâtre Myodes glareolus Schreber, 1780                     | Autochtone                         | Aire de répartition du Campagnol roussâtre    | [ 81 ]              | [ 2 ]                | Campagnol roussâtre         |
| Campagnol de Sundevall Myodes rufocanus (Sundevall, 1846)               | Autochtone                         | Aire de répartition du Campagnol de Sundevall | [ 82 ]              | [ 2 ]                | Campagnol de Sundevall      |
| Campagnol boréal Myodes rutilus (Pallas, 1779)                          | Autochtone                         | Aire de répartition du Campagnol boréal       | [ 83 ]              | [ 2 ]                | Campagnol boréal            |
| Rat musqué Ondatra zibethicus (Linnaeus, 1766)                          | Allochtone (Introduit)             | Aire de répartition du Rat musqué             | [ 84 ]              | NA                   | Rat musqué                  |
| Campagnol de Martino Dinaromys bogdanovi (Martino, 1922)                | Autochtone (Endémique)             | Aire de répartition du Campagnol de Martino   | [ 85 ]              | [ 2 ]                | Illustration manquante      |
| Souris-prométhée Prometheomys schaposchnikowi Satunin, 1901             | Autochtone                         | Illustration manquante                        | [ 86 ]              | (NE)                 | Illustration manquante      |
| Hamster d'Eversmann Allocricetulus eversmanni (Brandt, 1859)            | Autochtone                         | Illustration manquante                        | [ 87 ]              | [ 2 ]                | Hamster d'Eversmann         |
| Hamster migrateur Cricetulus migratorius (Pallas, 1773)                 | Autochtone                         | Illustration manquante                        | [ 88 ]              | [ 2 ]                | Illustration manquante      |
| Grand Hamster Cricetus cricetus (Linnaeus, 1758)                        | Autochtone                         | Aire de répartition du Grand Hamster          | [ 89 ]              | [ 2 ]                | Grand Hamster               |
| Hamster de Turquie Mesocricetus brandti (Nehring, 1898)                 | Autochtone                         | Illustration manquante                        | [ 90 ]              | (NE)                 | Illustration manquante      |
| Hamster de Newton Mesocricetus newtoni (Nehring, 1898)                  | Autochtone (Endémique)             | Illustration manquante                        | [ 91 ]              | [ 2 ]                | Illustration manquante      |
| Hamster du Daghestan Mesocricetus raddei (Nehring, 1894)                | Autochtone                         | Illustration manquante                        | [ 92 ]              | (NE)                 | Illustration manquante      |

### Famille:Muridés
| Nom vulgaire, nom binominal et citation d'auteurs           | Origine et statut en Europe        | Aire de répartition                                | Statut UICN mondial | Statut UICN européen | Image                       |
| ----------------------------------------------------------- | ---------------------------------- | -------------------------------------------------- | ------------------- | -------------------- | --------------------------- |
| Rat épineux du Caire Acomys cahirinus (Desmarest, 1819)     | Allochtone (Introduit),            | Aire de répartition du Rat épineux du Caire        | [ 94 ]              | [ 2 ]                | Rat épineux du Caire        |
| Mérione des tamaris Meriones tamariscinus (Pallas, 1773)    | Autochtone                         | Illustration manquante                             | [ 95 ]              | [ 2 ]                | Mérione des tamaris         |
| Mérione du Sud Meriones meridianus (Pallas, 1773)           | Autochtone                         | Illustration manquante                             | [ 96 ]              | [ 2 ]                | Mérione du Sud              |
| Mérione de Tristram Meriones tristrami Thomas, 1892         | Peut-être autochtone,              | Illustration manquante                             | [ 98 ]              | NA                   | Mérione de Tristram         |
| Mulot rayé Apodemus agrarius (Pallas, 1771)                 | Autochtone                         | Illustration manquante                             | [ 99 ]              | [ 2 ]                | Mulot rayé                  |
| Mulot alpestre Apodemus alpicola Heinrich, 1952             | Autochtone (Endémique)             | Illustration manquante                             | [ 100 ]             | [ 2 ]                | Illustration manquante      |
| Mulot des Balkans Apodemus epimelas (Nehring, 1902)         | Autochtone (Endémique)             | Illustration manquante                             | [ 101 ]             | [ 2 ]                | Illustration manquante      |
| Mulot à collier Apodemus flavicollis (Melchior, 1834)       | Autochtone                         | Aire de répartition du Mulot à collier             | [ 102 ]             | [ 2 ]                | Mulot à collier             |
| Mulot rupestre Apodemus mystacinus (Danford & Alston, 1877) | Autochtone                         | Aire de répartition du Mulot rupestre              | [ 103 ]             | [ 2 ]                | Mulot rupestre              |
| Apodemus ponticus (Sviridenko, 1936)                        | Autochtone                         | Illustration manquante                             | [ 104 ]             | (NE)                 | Illustration manquante      |
| Mulot sylvestre Apodemus sylvaticus (Linnaeus, 1758)        | Autochtone                         | Aire de répartition du Mulot sylvestre             | [ 105 ]             | [ 2 ]                | Mulot sylvestre             |
| Mulot pygmée Apodemus uralensis (Pallas, 1811)              | Autochtone                         | Aire de répartition du Mulot pygmée                | [ 106 ]             | [ 2 ]                | Mulot pygmée                |
| Mulot des steppes Apodemus witherbyi (Thomas, 1902)         | Autochtone                         | Illustration manquante                             | [ 107 ]             | NA                   | Illustration manquante      |
| Rat des moissons Micromys minutus (Pallas, 1771)            | Autochtone                         | Aire de répartition du Rat des moissons            | [ 108 ]             | [ 2 ]                | Rat des moissons            |
| Souris de Macédoine Mus macedonicus Petrov & Ruzic, 1983    | Autochtone                         | Illustration manquante                             | [ 109 ]             | [ 2 ]                | Illustration manquante      |
| Mus minotaurus Bate, 1942                                   | Autochtone (Endémique mais éteint) | Illustration manquante                             | (NE)                | (NE)                 | Illustration manquante      |
| Souris grise Mus musculus Linnaeus, 1758                    | Allochtone (Introduit),            | Aire de répartition de la Souris grise             | [ 111 ]             | [ 2 ]                | Souris grise                |
| Souris des steppes Mus spicilegus Petényi, 1882             | Autochtone (Endémique)             | Illustration manquante                             | [ 112 ]             | [ 2 ]                | Illustration manquante      |
| Souris d'Afrique du Nord Mus spretus Lataste, 1883          | Autochtone                         | Aire de répartition de la Souris d'Afrique du Nord | [ 113 ]             | [ 2 ]                | Souris d'Afrique du Nord    |
| Rat surmulot Rattus norvegicus (Berkenhout, 1769)           | Allochtone (Introduit)             | Aire de répartition du Rat surmulot                | [ 114 ]             | NA                   | Rat surmulot                |
| Rat noir Rattus rattus (Linnaeus, 1758)                     | Allochtone (Introduit)             | Aire de répartition du Rat noir                    | [ 115 ]             | [ 2 ]                | Rat noir                    |
| Mulot endémique corso-sarde Rhagamys orthodon Hensel, 1856  | Autochtone (Endémique mais éteint) | Illustration manquante                             | (NE)                | (NE)                 | Mulot endémique corso-sarde |

### Famille:Spalacidés
| Nom vulgaire, nom binominal et citation d'auteurs        | Origine et statut en Europe | Aire de répartition                      | Statut UICN mondial | Statut UICN européen | Image                  |
| -------------------------------------------------------- | --------------------------- | ---------------------------------------- | ------------------- | -------------------- | ---------------------- |
| Spalax d'Ukraine Spalax arenarius Reshetnik, 1939        | Autochtone (Endémique)      | Illustration manquante                   | [ 116 ]             | [ 2 ]                | Spalax d'Ukraine       |
| Spalax géant Spalax giganteus Nehring, 1898              | Autochtone (Endémique)      | Illustration manquante                   | [ 117 ]             | [ 2 ]                | Illustration manquante |
| Spalax de Bukovine Spalax graecus Nehring, 1898          | Autochtone (Endémique),     | Illustration manquante                   | [ 118 ]             | [ 2 ]                | Illustration manquante |
| Spalax occidental Spalax leucodon Nordmann, 1840         | Autochtone,                 | Aire de répartition du Spalax occidental | [ 119 ]             | [ 2 ]                | Spalax occidental      |
| Spalax oriental Spalax microphthalmus Guldenstaedt, 1770 | Autochtone (Endémique)      | Illustration manquante                   | [ 120 ]             | [ 2 ]                | Spalax oriental        |
| Spalax de Nehring Spalax nehringi (Satunin, 1898)        | Peut-être autochtone        | Illustration manquante                   | [ 121 ]             | NA                   | Spalax de Nehring      |
| Spalax zemni (Erxleben, 1777)                            | Autochtone (Endémique)      | Illustration manquante                   | [ 122 ]             | [ 2 ]                | Illustration manquante |

### Famille:Gliridés
| Nom vulgaire, nom binominal et citation d'auteurs   | Origine et statut en Europe        | Aire de répartition                  | Statut UICN mondial | Statut UICN européen | Image                  |
| --------------------------------------------------- | ---------------------------------- | ------------------------------------ | ------------------- | -------------------- | ---------------------- |
| Loir gris Glis glis Linnaeus, 1766                  | Autochtone                         | Aire de répartition du Loir gris     | [ 123 ]             | [ 2 ]                | Loir gris              |
| Lérotin commun Dryomys nitedula (Pallas, 1778)      | Autochtone                         | Illustration manquante               | [ 124 ]             | [ 2 ]                | Lérotin commun         |
| Lérot commun Eliomys quercinus (Linnaeus, 1766)     | Autochtone (Endémique)             | Aire de répartition du Lérot commun  | [ 125 ]             | [ 2 ]                | Lérot commun           |
| Hypnomys mahonensis Bate, 1919                      | Autochtone (Endémique mais éteint) | Illustration manquante               | (NE)                | (NE)                 | Illustration manquante |
| Hypnomys morphaeus Bate, 1919                       | Autochtone (Endémique mais éteint) | Illustration manquante               | (NE)                | (NE)                 | Hypnomys morphaeus     |
| Muscardin Muscardinus avellanarius (Linnaeus, 1758) | Autochtone                         | Aire de répartition du Muscardin     | [ 127 ]             | [ 2 ]                | Muscardin              |
| Loir de Roach Myomimus roachi (Bate, 1937)          | Autochtone                         | Aire de répartition du Loir de Roach | [ 128 ]             | [ 2 ]                | Illustration manquante |

### Famille:Sciuridés
| Nom vulgaire, nom binominal et citation d'auteurs                | Origine et statut en Europe | Aire de répartition                              | Statut UICN mondial | Statut UICN européen | Image                   |
| ---------------------------------------------------------------- | --------------------------- | ------------------------------------------------ | ------------------- | -------------------- | ----------------------- |
| Écureuil à ventre rouge Callosciurus erythraeus (Pallas, 1779)   | Allochtone (Introduit)      | Aire de répartition de l'Écureuil à ventre rouge | [ 130 ]             | NA                   | Écureuil à ventre rouge |
| Écureuil de Finlayson Callosciurus finlaysonii (Horsfield, 1823) | Allochtone (Introduit)      | Aire de répartition de l'Écureuil de Finlayson   | [ 131 ]             | NA                   | Écureuil de Finlayson   |
| Polatouche de Sibérie Pteromys volans (Linnaeus, 1758)           | Autochtone                  | Aire de répartition du Polatouche de Sibérie     | [ 132 ]             | [ 2 ]                | Polatouche de Sibérie   |
| Écureuil gris Sciurus carolinensis Gmelin, 1788                  | Allochtone (Introduit)      | Aire de répartition de l'Écureuil gris           | [ 133 ]             | NA                   | Écureuil gris           |
| Écureuil de Calabre Sciurus meridionalis Lucifero, 1907          | Autochtone (Endémique)      | Aire de répartition de Sciurus meridionalis      | (NE)                | (NE)                 | Écureuil de Calabre     |
| Écureuil roux Sciurus vulgaris Linnaeus, 1758                    | Autochtone                  | Aire de répartition de l'Écureuil roux           | [ 135 ]             | [ 2 ]                | Écureuil roux           |
| Écureuil de Perse Sciurus anomalus Gmelin, 1778                  | Autochtone                  | Illustration manquante                           | [ 136 ]             | NA                   | Écureuil de Perse       |
| Marmotte des steppes Marmota bobak (Müller, 1776)                | Autochtone                  | Aire de répartition de la Marmotte des steppes   | [ 137 ]             | [ 2 ]                | Marmotte des steppes    |
| Marmotte des Alpes Marmota marmota (Linnaeus, 1758)              | Autochtone (Endémique)      | Aire de répartition de la Marmotte des Alpes     | [ 138 ]             | [ 2 ]                | Marmotte des Alpes      |
| Souslik d'Europe Spermophilus citellus (Linnaeus, 1766)          | Autochtone (Endémique),     | Aire de répartition du Souslik d'Europe          | [ 139 ]             | [ 2 ]                | Souslik d'Europe        |
| Souslik jaune Spermophilus fulvus (Lichtenstein, 1823)           | Autochtone                  | Illustration manquante                           | [ 140 ]             | [ 2 ]                | Souslik jaune           |
| Souslik roussâtre Spermophilus major (Pallas, 1778)              | Autochtone                  | Illustration manquante                           | [ 141 ]             | [ 2 ]                | Souslik roussâtre       |
| Souslik du Caucase Spermophilus musicus Ménétries, 1832          | Autochtone (Endémique)      | Illustration manquante                           | [ 142 ]             | (NE)                 | Souslik du Caucase      |
| Souslik nain Spermophilus pygmaeus (Pallas, 1778)                | Autochtone                  | Illustration manquante                           | [ 143 ]             | [ 2 ]                | Souslik nain            |
| Spermophilus superciliosus Kaup, 1839                            | Autochtone (Éteint),        | Illustration manquante                           | (NE)                | (NE)                 | Illustration manquante  |
| Souslik tacheté Spermophilus suslicus (Güldenstaedt, 1770)       | Autochtone (Endémique)      | Illustration manquante                           | [ 145 ]             | [ 2 ]                | Souslik tacheté         |
| Tamia de Sibérie Tamias sibiricus (Laxmann, 1769)                | Autochtone                  | Aire de répartition du Tamia de Sibérie          | [ 146 ]             | [ 2 ]                | Tamia de Sibérie        |

## Ordre:Érinacéomorphes

### Famille:Érinacéidés
| Nom vulgaire, nom binominal et citation d'auteurs                | Origine et statut en Europe       | Aire de répartition                         | Statut UICN mondial | Statut UICN européen | Image                |
| ---------------------------------------------------------------- | --------------------------------- | ------------------------------------------- | ------------------- | -------------------- | -------------------- |
| Hérisson d'Algérie Atelerix algirus (Lereboullet, 1842)          | Allochtone (Introduit)            | Aire de répartition du Hérisson d'Algérie   | [ 148 ]             | [ 2 ]                | Hérisson d'Algérie   |
| Hérisson oriental Erinaceus concolor Martin, 1838                | Autochtone                        | Aire de répartition du Hérisson oriental    | [ 149 ]             | NA                   | Hérisson oriental    |
| Hérisson commun Erinaceus europaeus Linnaeus, 1758               | Autochtone (Peut-être endémique), | Aire de répartition du Hérisson commun      | [ 151 ]             | [ 2 ]                | Hérisson commun      |
| Hérisson des Balkans Erinaceus roumanicus Barrett-Hamilton, 1900 | Autochtone                        | Aire de répartition du Hérisson des Balkans | [ 152 ]             | [ 2 ]                | Hérisson des Balkans |
| Hérisson oreillard Hemiechinus auritus (Gmelin, 1770)            | Autochtone                        | Aire de répartition du Hérisson oreillard   | [ 153 ]             | [ 2 ]                | Hérisson oreillard   |

## Ordre:Soricomorphes

### Famille:Soricidés
| Nom vulgaire, nom binominal et citation d'auteurs              | Origine et statut en Europe        | Aire de répartition                                    | Statut UICN mondial | Statut UICN européen | Image                    |
| -------------------------------------------------------------- | ---------------------------------- | ------------------------------------------------------ | ------------------- | -------------------- | ------------------------ |
| Crocidure leucode Crocidura leucodon (Hermann, 1780)           | Autochtone                         | Aire de répartition de la Crocidure leucode            | [ 154 ]             | [ 2 ]                | Crocidure leucode        |
| Crocidure de Pantelleria Crocidura pachyura (Küster, 1835)     | Allochtone (Introduit),            | Aire de répartition de la Crocidure de Pantelleria     | [ 155 ]             | [ 2 ]                | Crocidure de Pantelleria |
| Crocidure musette Crocidura russula (Hermann, 1780)            | Autochtone                         | Aire de répartition de la Crocidure musette            | [ 157 ]             | [ 2 ]                | Crocidure musette        |
| Crocidure de Sicile Crocidura sicula Miller, 1900              | Autochtone (Endémique)             | Aire de répartition de la Crocidure de Sicile          | [ 158 ]             | [ 2 ]                | Crocidure de Sicile      |
| Crocidure des jardins Crocidura suaveolens (Pallas, 1811)      | Autochtone,                        | Aire de répartition de la Crocidure des jardins        | [ 159 ]             | [ 2 ]                | Crocidure des jardins    |
| Crocidure de Zimmermann Crocidura zimmermanni Wettstein, 1953  | Autochtone (Endémique)             | Aire de répartition de la Crocidure de Zimmermann      | [ 160 ]             | [ 2 ]                |                          |
| Musaraigne pie Diplomesodon pulchellum (Lichtenstein, 1823)    | Autochtone                         | Aire de répartition de la Musaraigne pie               | [ 161 ]             | NA                   | Musaraigne pie           |
| Pachyure étrusque Suncus etruscus (Savi, 1822)                 | Autochtone                         | Aire de répartition du Pachyure étrusque               | [ 162 ]             | [ 2 ]                | Pachyure étrusque        |
| Musaraigne endémique de Corse Asoriculus corsicanus Bate, 1945 | Autochtone (Endémique mais éteint) | Illustration manquante                                 | (NE)                | (NE)                 | Illustration manquante   |
| Asoriculus similis (Hensel, 1855)                              | Autochtone (Endémique mais éteint) | Illustration manquante                                 | (NE)                | (NE)                 | Illustration manquante   |
| Crossope de Miller Neomys anomalus Cabrera, 1907               | Autochtone                         | Aire de répartition de la Crossope de Miller           | [ 163 ]             | [ 2 ]                | Crossope de Miller       |
| Crossope aquatique Neomys fodiens (Pennant, 1771)              | Autochtone                         | Aire de répartition de la Crossope aquatique           | [ 164 ]             | [ 2 ]                | Crossope aquatique       |
| Crossope transcaucasienne Neomys teres Miller, 1908            | Autochtone                         | Aire de répartition de la Crossope transcaucasienne    | [ 165 ]             | (NE)                 | Illustration manquante   |
| Nesiotites hidalgo Bate, 1945                                  | Autochtone (Endémique mais éteint) | Illustration manquante                                 | (NE)                | (NE)                 | Illustration manquante   |
| Musaraigne alpine Sorex alpinus Schinz, 1837                   | Autochtone (Endémique)             | Aire de répartition de la Musaraigne alpine            | [ 166 ]             | [ 2 ]                | Musaraigne alpine        |
| Musaraigne du Valais Sorex antinorii Bonaparte, 1840           | Autochtone (Endémique)             | Aire de répartition de la Musaraigne du Valais         | [ 167 ]             | [ 2 ]                | Musaraigne du Valais     |
| Musaraigne carrelet Sorex araneus Linnaeus, 1758               | Autochtone,                        | Aire de répartition de la Musaraigne carrelet          | [ 168 ]             | [ 2 ]                | Musaraigne carrelet      |
| Musaraigne italienne Sorex arunchi Lapini & Testone, 1998      | Autochtone (Endémique)             | Aire de répartition de la Musaraigne italienne         | [ 169 ]             | [ 2 ]                | Illustration manquante   |
| Musaraigne masquée Sorex caecutiens Laxmann, 1788              | Autochtone                         | Aire de répartition de la Musaraigne masquée           | [ 170 ]             | [ 2 ]                | Musaraigne masquée       |
| Musaraigne couronnée Sorex coronatus Millet, 1828              | Autochtone (Endémique)             | Aire de répartition de la Musaraigne couronnée         | [ 171 ]             | [ 2 ]                | Musaraigne couronnée     |
| Musaraigne ibérique Sorex granarius Miller, 1910               | Autochtone (Endémique)             | Aire de répartition de la Musaraigne ibérique          | [ 172 ]             | [ 2 ]                | Musaraigne ibérique      |
| Musaraigne sombre Sorex isodon Turov, 1924                     | Autochtone                         | Aire de répartition de la Musaraigne sombre            | [ 173 ]             | [ 2 ]                | Illustration manquante   |
| Musaraigne naine Sorex minutissimus Zimmermann, 1780           | Autochtone                         | Aire de répartition de la Musaraigne naine             | [ 174 ]             | [ 2 ]                | Musaraigne naine         |
| Musaraigne pygmée Sorex minutus Linnaeus, 1766                 | Autochtone                         | Aire de répartition de la Musaraigne pygmée            | [ 175 ]             | [ 2 ]                | Musaraigne pygmée        |
| Musaraigne de Radde Sorex raddei Satunin, 1895                 | Autochtone                         | Aire de répartition de la Musaraigne de Radde          | [ 176 ]             | (NE)                 | Illustration manquante   |
| Musaraigne des Apennins Sorex samniticus Altobello, 1926       | Autochtone (Endémique)             | Aire de répartition de la Musaraigne des Apennins      | [ 177 ]             | [ 2 ]                |                          |
| Musaraigne de Satunin Sorex satunini Ognev, 1922               | Autochtone                         | Aire de répartition de la Musaraigne de Satunin        | [ 178 ]             | (NE)                 | Illustration manquante   |
| Sorex tundrensis Merriam, 1900                                 | Autochtone                         | Aire de répartition de Sorex tundrensis                | [ 179 ]             | [ 2 ]                | Sorex tundrensis         |
| Musaraigne pygmée du Caucase Sorex volnuchini Ognev, 1922      | Autochtone                         | Aire de répartition de la Musaraigne pygmée du Caucase | [ 180 ]             | (NE)                 | Illustration manquante   |

### Famille:Talpidés
| Nom vulgaire, nom binominal et citation d'auteurs                        | Origine et statut en Europe | Aire de répartition                         | Statut UICN mondial | Statut UICN européen | Image                  |
| ------------------------------------------------------------------------ | --------------------------- | ------------------------------------------- | ------------------- | -------------------- | ---------------------- |
| Desman de Moscovie Desmana moschata (Linnaeus, 1758)                     | Autochtone                  | Aire de répartition du Desman de Moscovie   | [ 181 ]             | [ 2 ]                | Desman de Moscovie     |
| Desman des Pyrénées Galemys pyrenaicus (É. Geoffroy Saint-Hilaire, 1811) | Autochtone (Endémique)      | Aire de répartition du Desman des Pyrénées  | [ 182 ]             | [ 2 ]                | Desman des Pyrénées    |
| Taupe d'Aquitaine Talpa aquitania Nicolas, Martínez-Vargas & Hugot, 2017 | Autochtone (Endémique)      | Illustration manquante                      | (NE)                | (NE)                 | Illustration manquante |
| Taupe aveugle Talpa caeca Savi, 1822                                     | Autochtone (Endémique)      | Aire de répartition de la Taupe aveugle     | [ 184 ]             | [ 2 ]                | Taupe aveugle          |
| Taupe du Caucase Talpa caucasica Satunin, 1908                           | Autochtone                  | Aire de répartition de la Taupe du Caucase  | [ 185 ]             | (NE)                 | Illustration manquante |
| Taupe d'Europe Talpa europaea Linnaeus, 1758                             | Autochtone                  | Aire de répartition de la Taupe d'Europe    | [ 186 ]             | [ 2 ]                | Taupe d'Europe         |
| Taupe du Levant Talpa levantis Thomas, 1906                              | Autochtone                  | Aire de répartition de la Taupe du Levant   | [ 187 ]             | [ 2 ]                | Illustration manquante |
| Taupe ibérique Talpa occidentalis Cabrera, 1907                          | Autochtone (Endémique)      | Aire de répartition de la Taupe ibérique    | [ 188 ]             | [ 2 ]                | Taupe ibérique         |
| Taupe romaine Talpa romana Thomas, 1902                                  | Autochtone (Endémique)      | Aire de répartition de la Taupe romaine     | [ 189 ]             | [ 2 ]                | Illustration manquante |
| Taupe des Balkans Talpa stankovici V. Martino & E. Martino, 1931         | Autochtone (Endémique)      | Aire de répartition de la Taupe des Balkans | [ 190 ]             | [ 2 ]                | Illustration manquante |

## Ordre:Chiroptères

### Famille:Molossidés
| Nom vulgaire, nom binominal et citation d'auteurs       | Origine et statut en Europe | Aire de répartition                       | Statut UICN mondial | Statut UICN européen | Image              |
| ------------------------------------------------------- | --------------------------- | ----------------------------------------- | ------------------- | -------------------- | ------------------ |
| Molosse de Cestoni Tadarida teniotis (Rafinesque, 1814) | Autochtone                  | Aire de répartition du Molosse de Cestoni | [ 191 ]             | [ 2 ]                | Molosse de Cestoni |

### Famille:Rhinolophidés
| Nom vulgaire, nom binominal et citation d'auteurs           | Origine et statut en Europe | Aire de répartition                          | Statut UICN mondial | Statut UICN européen | Image                 |
| ----------------------------------------------------------- | --------------------------- | -------------------------------------------- | ------------------- | -------------------- | --------------------- |
| Rhinolophe de Blasius Rhinolophus blasii Peters, 1866       | Autochtone                  | Aire de répartition du Rhinolophe de Blasius | [ 192 ]             | [ 2 ]                | Rhinolophe de Blasius |
| Rhinolophe euryale Rhinolophus euryale Blasius, 1853        | Autochtone                  | Aire de répartition du Rhinolophe euryale    | [ 193 ]             | [ 2 ]                | Rhinolophe euryale    |
| Grand Rhinolophe Rhinolophus ferrumequinum (Schreber, 1774) | Autochtone                  | Aire de répartition du Grand Rhinolophe      | [ 194 ]             | [ 2 ]                | Grand Rhinolophe      |
| Petit Rhinolophe Rhinolophus hipposideros (Bechstein, 1800) | Autochtone                  | Aire de répartition du Petit Rhinolophe      | [ 195 ]             | [ 2 ]                | Petit Rhinolophe      |
| Rhinolophe de Méhely Rhinolophus mehelyi Matschie, 1901     | Autochtone                  | Aire de répartition du Rhinolophe de Méhely  | [ 196 ]             | [ 2 ]                | Rhinolophe de Méhely  |

### Famille:Minioptéridés
| Nom vulgaire, nom binominal et citation d'auteurs              | Origine et statut en Europe | Aire de répartition                             | Statut UICN mondial | Statut UICN européen | Image                    |
| -------------------------------------------------------------- | --------------------------- | ----------------------------------------------- | ------------------- | -------------------- | ------------------------ |
| Minioptère de Schreibers Miniopterus schreibersii (Kuhl, 1817) | Autochtone                  | Aire de répartition du Minioptère de Schreibers | [ 197 ]             | [ 2 ]                | Minioptère de Schreibers |

### Famille:Vespertilionidés
| Nom vulgaire, nom binominal et citation d'auteurs                                   | Origine et statut en Europe | Aire de répartition                                | Statut UICN mondial | Statut UICN européen | Image                       |
| ----------------------------------------------------------------------------------- | --------------------------- | -------------------------------------------------- | ------------------- | -------------------- | --------------------------- |
| Murin d'Alcathoé Myotis alcathoe von Helversen & Heller, 2001                       | Autochtone (Endémique)      | Aire de répartition du Murin d'Alcathoé            | [ 198 ]             | [ 2 ]                | Murin d'Alcathoé            |
| Murin doré Myotis aurascens Kuzyakin, 1935                                          | Autochtone                  | Aire de répartition du Murin doré                  | [ 199 ]             | [ 2 ]                | Illustration manquante      |
| Murin de Bechstein Myotis bechsteinii (Kuhl, 1817)                                  | Autochtone                  | Aire de répartition du Murin de Bechstein          | [ 200 ]             | [ 2 ]                | Murin de Bechstein          |
| Petit Murin Myotis blythii (Tomes, 1857)                                            | Autochtone,                 | Aire de répartition du Petit Murin                 | [ 201 ]             | [ 2 ]                | Petit Murin                 |
| Murin de Brandt Myotis brandtii (Eversmann, 1845)                                   | Autochtone                  | Aire de répartition du Murin de Brandt             | [ 202 ]             | [ 2 ]                | Murin de Brandt             |
| Murin de Capaccini Myotis capaccinii (Bonaparte, 1837)                              | Autochtone                  | Aire de répartition du Murin de Capaccini          | [ 203 ]             | [ 2 ]                | Murin de Capaccini          |
| Murin cryptique Myotis crypticus Ruedi, Ibáñez, Salicini, Juste & Puechmaille, 2019 | Autochtone                  | Aire de répartition du Murin cryptique, en jaune   | (NE)                | (NE)                 | Murin cryptique             |
| Murin des marais Myotis dasycneme (Boie, 1825)                                      | Autochtone                  | Aire de répartition du Murin des marais            | [ 205 ]             | [ 2 ]                | Murin des marais            |
| Murin de Daubenton Myotis daubentonii (Kuhl, 1817)                                  | Autochtone,                 | Aire de répartition du Murin de Daubenton          | [ 206 ]             | [ 2 ]                | Murin de Daubenton          |
| Murin à oreilles échancrées Myotis emarginatus (É. Geoffroy, 1806)                  | Autochtone                  | Aire de répartition du Murin à oreilles échancrées | [ 207 ]             | [ 2 ]                | Murin à oreilles échancrées |
| Murin d'Escalera Myotis escalerai Cabrera, 1904                                     | Autochtone (Endémique)      | Aire de répartition du Murin d'Escalera            | (NE)                | (NE)                 | Illustration manquante      |
| Grand Murin Myotis myotis (Borkhausen, 1797)                                        | Autochtone                  | Aire de répartition du Grand Murin                 | [ 209 ]             | [ 2 ]                | Grand Murin                 |
| Murin à moustaches Myotis mystacinus (Kuhl, 1817)                                   | Autochtone                  | Aire de répartition du Murin à moustaches          | [ 210 ]             | [ 2 ]                | Murin à moustaches          |
| Murin de Natterer Myotis nattereri (Kuhl, 1817)                                     | Autochtone,                 | Aire de répartition du Murin de Natterer           | [ 211 ]             | [ 2 ]                | Murin de Natterer           |
| Murin du Maghreb Myotis punicus Felten, Spitzenberger & Storch, 1977                | Autochtone                  | Aire de répartition du Murin du Maghreb            | [ 212 ]             | [ 2 ]                | Murin du Maghreb            |
| Sérotine d'Anatolie Eptesicus anatolicus Felten, 1971                               | Autochtone                  | Illustration manquante                             | (NE)                | (NE)                 | Illustration manquante      |
| Sérotine de l'Aral Eptesicus bobrinskoi Kuzyakin, 1935                              | Peut-être autochtone        | Illustration manquante                             | [ 215 ]             | (NE)                 | Illustration manquante      |
| Sérotine de Botta Eptesicus bottae (Peters, 1869)                                   | Peut-être autochtone        | Illustration manquante                             | [ 217 ]             | NA                   | Illustration manquante      |
| Sérotine isabelle Eptesicus isabellinus (Temminck, 1840)                            | Autochtone                  | Aire de répartition de la Sérotine isabelle        | [ 218 ]             | (NE)                 | Sérotine isabelle           |
| Sérotine de Nilsson Eptesicus nilssonii (Keyserling & Blasius, 1839)                | Autochtone                  | Aire de répartition de la Sérotine de Nilsson      | [ 219 ]             | [ 2 ]                | Sérotine de Nilsson         |
| Sérotine commune Eptesicus serotinus (Schreber, 1774)                               | Autochtone                  | Aire de répartition de la Sérotine commune         | [ 220 ]             | [ 2 ]                | Sérotine commune            |
| Chauve-souris cendrée Lasiurus cinereus (Beauvois, 1796)                            | Erratique,                  | Aire de répartition de la Chauve-souris cendrée    | [ 222 ]             | (NE)                 | Chauve-souris cendrée       |
| Noctule des Açores Nyctalus azoreum (Thomas, 1901)                                  | Autochtone (Endémique)      | Illustration manquante                             | [ 223 ]             | [ 2 ]                | Noctule des Açores          |
| Grande Noctule Nyctalus lasiopterus (Schreber, 1780)                                | Autochtone                  | Aire de répartition de la Grande Noctule           | [ 224 ]             | [ 2 ]                | Grande Noctule              |
| Noctule de Leisler Nyctalus leisleri (Kuhl, 1817)                                   | Autochtone                  | Aire de répartition de la Noctule de Leisler       | [ 225 ]             | [ 2 ]                | Noctule de Leisler          |
| Noctule commune Nyctalus noctula (Schreber, 1774)                                   | Autochtone                  | Aire de répartition de la Noctule commune          | [ 226 ]             | [ 2 ]                | Noctule commune             |
| Pipistrelle de Libye Pipistrellus hanaki Hulva & Benda, 2004                        | Autochtone                  | Illustration manquante                             | [ 228 ]             | (NE)                 | Illustration manquante      |
| Pipistrelle de Kuhl Pipistrellus kuhlii (Kuhl, 1817)                                | Autochtone                  | Aire de répartition de la Pipistrelle de Kuhl      | [ 229 ]             | [ 2 ]                | Pipistrelle de Kuhl         |
| Pipistrelle de Madère Pipistrellus maderensis (Dobson, 1878)                        | Autochtone                  | Aire de répartition de la Pipistrelle de Madère    | [ 231 ]             | [ 2 ]                | Illustration manquante      |
| Pipistrelle de Nathusius Pipistrellus nathusii (Keyserling & Blasius, 1839)         | Autochtone                  | Aire de répartition de la Pipistrelle de Nathusius | [ 232 ]             | [ 2 ]                | Pipistrelle de Nathusius    |
| Pipistrelle commune Pipistrellus pipistrellus (Schreber, 1774)                      | Autochtone                  | Aire de répartition de la Pipistrelle commune      | [ 233 ]             | [ 2 ]                | Pipistrelle commune         |
| Pipistrelle pygmée Pipistrellus pygmaeus (Leach, 1825)                              | Autochtone                  | Aire de répartition de la Pipistrelle pygmée       | [ 234 ]             | [ 2 ]                | Pipistrelle pygmée          |
| Barbastelle d'Europe Barbastella barbastellus (Schreber, 1774)                      | Autochtone                  | Aire de répartition de la Barbastelle d'Europe     | [ 235 ]             | [ 2 ]                | Barbastelle d'Europe        |
| Barbastelle d'Asie Barbastella leucomelas (Cretzschmar, 1826)                       | Autochtone,                 | Illustration manquante                             | [ 236 ]             | (NE)                 | Barbastelle d'Asie          |
| Oreillard roux Plecotus auritus (Linnaeus, 1758)                                    | Autochtone (Endémique)      | Aire de répartition de l'Oreillard roux            | [ 237 ]             | [ 2 ]                | Oreillard roux              |
| Oreillard gris Plecotus austriacus (J. Fischer, 1829)                               | Autochtone (Endémique)      | Aire de répartition de l'Oreillard gris            | [ 238 ]             | [ 2 ]                | Oreillard gris              |
| (?) Oreillard de Gaisler Plecotus gaisleri Benda, Kiefer, Hanák & Veith, 2004       | Autochtone                  | Illustration manquante                             | (NE)                | (NE)                 | Illustration manquante      |
| Oreillard des Balkans Plecotus kolombatovici Dulic, 1980                            | Autochtone                  | Illustration manquante                             | [ 240 ]             | [ 2 ]                | Oreillard des Balkans       |
| Oreillard montagnard Plecotus macrobullaris Kuzjakin, 1965                          | Autochtone                  | Aire de répartition de l'Oreillard montagnard      | [ 241 ]             | [ 2 ]                | Oreillard montagnard        |
| Oreillard sarde Plecotus sardus Mucedda, Kiefer, Pidinchedda & Veith, 2002          | Autochtone (Endémique)      | Illustration manquante                             | [ 242 ]             | [ 2 ]                | Oreillard sarde             |
| Hypsugo darwinii (Tomes, 1859)                                                      | Autochtone                  | Illustration manquante                             | (NE)                | (NE)                 | Illustration manquante      |
| Vespère de Savi Hypsugo savii (Bonaparte, 1837)                                     | Autochtone                  | Aire de répartition de la Vespère de Savi          | [ 244 ]             | [ 2 ]                | Vespère de Savi             |
| Sérotine bicolore Vespertilio murinus Linnaeus, 1758                                | Autochtone                  | Aire de répartition de la Sérotine bicolore        | [ 245 ]             | [ 2 ]                | Sérotine bicolore           |

## Ordre:Cétacés

### Famille:Balænidés
| Nom vulgaire, nom binominal et citation d'auteurs     | Origine et statut en Europe | Aire de répartition                          | Statut UICN mondial | Statut UICN européen | Image              |
| ----------------------------------------------------- | --------------------------- | -------------------------------------------- | ------------------- | -------------------- | ------------------ |
| Baleine boréale Balaena mysticetus Linnaeus, 1758     | Autochtone                  | Aire de répartition de la Baleine boréale    | [ 246 ]             | NA                   | Baleine boréale    |
| Baleine de Biscaye Eubalaena glacialis (Müller, 1776) | Autochtone                  | Aire de répartition de la Baleine de Biscaye | [ 247 ]             | [ 2 ]                | Baleine de Biscaye |

### Famille:Balænoptéridés
| Nom vulgaire, nom binominal et citation d'auteurs          | Origine et statut en Europe | Aire de répartition                        | Statut UICN mondial | Statut UICN européen | Image            |
| ---------------------------------------------------------- | --------------------------- | ------------------------------------------ | ------------------- | -------------------- | ---------------- |
| Baleine de Minke Balaenoptera acutorostrata Lacépède, 1804 | Autochtone                  | Aire de répartition de la Baleine de Minke | [ 248 ]             | [ 2 ]                | Baleine de Minke |
| Rorqual boréal Balaenoptera borealis Lesson, 1828          | Autochtone                  | Aire de répartition du Rorqual boréal      | [ 249 ]             | [ 2 ]                | Rorqual boréal   |
| Rorqual de Bryde Balaenoptera edeni Anderson, 1879         | Autochtone,                 | Aire de répartition du Rorqual de Bryde    | [ 251 ]             | (NE)                 | Rorqual de Bryde |
| Baleine bleue Balaenoptera musculus (Linnaeus, 1758)       | Autochtone                  | Aire de répartition de la Baleine bleue    | [ 252 ]             | [ 2 ]                | Baleine bleue    |
| Rorqual commun Balaenoptera physalus (Linnaeus, 1758)      | Autochtone                  | Aire de répartition du Rorqual commun      | [ 253 ]             | [ 2 ]                | Rorqual commun   |
| Baleine à bosse Megaptera novaeangliae (Borowski, 1781)    | Autochtone                  | Aire de répartition de la Baleine à bosse  | [ 254 ]             | [ 2 ]                | Baleine à bosse  |

### Famille:Eschrichtiidés
| Nom vulgaire, nom binominal et citation d'auteurs      | Origine et statut en Europe           | Aire de répartition                     | Statut UICN mondial | Statut UICN européen | Image         |
| ------------------------------------------------------ | ------------------------------------- | --------------------------------------- | ------------------- | -------------------- | ------------- |
| Baleine grise Eschrichtius robustus (Lilljeborg, 1861) | Autochtone (Disparu, puis erratique), | Aire de répartition de la Baleine grise | [ 256 ]             | (NE)                 | Baleine grise |

### Famille:Delphinidés
| Nom vulgaire, nom binominal et citation d'auteurs                    | Origine et statut en Europe | Aire de répartition                                    | Statut UICN mondial | Statut UICN européen | Image                           |
| -------------------------------------------------------------------- | --------------------------- | ------------------------------------------------------ | ------------------- | -------------------- | ------------------------------- |
| Dauphin commun Delphinus delphis Linnaeus, 1758                      | Autochtone                  | Aire de répartition du Dauphin commun                  | [ 257 ]             | [ 2 ]                | Dauphin commun                  |
| Orque pygmée Feresa attenuata Gray, 1874                             | Peut-être autochtone        | Aire de répartition de l'Orque pygmée                  | [ 259 ]             | (NE)                 | Orque pygmée                    |
| Globicéphale tropical Globicephala macrorhynchus Gray, 1846          | Autochtone                  | Aire de répartition du Globicéphale tropical           | [ 261 ]             | (NE)                 | Globicéphale tropical           |
| Globicéphale noir Globicephala melas (Traill, 1809)                  | Autochtone                  | Aire de répartition du Globicéphale noir               | [ 262 ]             | [ 2 ]                | Globicéphale noir               |
| Dauphin de Risso Grampus griseus (G. Cuvier, 1812)                   | Autochtone                  | Aire de répartition du Dauphin de Risso                | [ 263 ]             | [ 2 ]                | Dauphin de Risso                |
| Dauphin de Fraser Lagenodelphis hosei Fraser, 1956                   | Erratique                   | Aire de répartition du Dauphin de Fraser               | [ 264 ]             | NA                   | Dauphin de Fraser               |
| Lagénorhynque à flancs blancs Lagenorhynchus acutus (Gray, 1828)     | Autochtone                  | Aire de répartition du Lagénorhynque à flancs blancs   | [ 265 ]             | [ 2 ]                | Lagénorhynque à flancs blancs   |
| Lagénorhynque à rostre blanc Lagenorhynchus albirostris (Gray, 1846) | Autochtone                  | Aire de répartition du Lagénorhynque à rostre blanc    | [ 266 ]             | [ 2 ]                | Lagénorhynque à rostre blanc    |
| Orque Orcinus orca (Linnaeus, 1758)                                  | Autochtone                  | Aire de répartition de l'Orque                         | [ 267 ]             | [ 2 ]                | Orque                           |
| Péponocéphale Peponocephala electra (Gray, 1846)                     | Erratique                   | Aire de répartition du Péponocéphale                   | [ 268 ]             | NA                   | Péponocéphale                   |
| Fausse Orque Pseudorca crassidens (Owen, 1846)                       | Autochtone                  | Aire de répartition de la Fausse Orque                 | [ 269 ]             | NA                   | Fausse Orque                    |
| Dauphin bleu et blanc Stenella coeruleoalba (Meyen, 1833)            | Autochtone                  | Aire de répartition du Dauphin bleu et blanc           | [ 270 ]             | [ 2 ]                | Dauphin bleu et blanc           |
| Dauphin tacheté de l'Atlantique Stenella frontalis (G. Cuvier, 1829) | Autochtone                  | Aire de répartition du Dauphin tacheté de l'Atlantique | [ 271 ]             | (NE)                 | Dauphin tacheté de l'Atlantique |
| Sténo Steno bredanensis (G. Cuvier in Lesson, 1828)                  | Autochtone                  | Aire de répartition du Sténo                           | [ 273 ]             | NA                   | Sténo                           |
| Grand Dauphin commun Tursiops truncatus (Montagu, 1821)              | Autochtone                  | Aire de répartition du Grand Dauphin commun            | [ 274 ]             | [ 2 ]                | Grand Dauphin commun            |

### Famille:Monodontidés
| Nom vulgaire, nom binominal et citation d'auteurs | Origine et statut en Europe | Aire de répartition            | Statut UICN mondial | Statut UICN européen | Image   |
| ------------------------------------------------- | --------------------------- | ------------------------------ | ------------------- | -------------------- | ------- |
| Bélouga Delphinapterus leucas (Pallas, 1776)      | Autochtone                  | Aire de répartition du Bélouga | [ 275 ]             | NA                   | Bélouga |
| Narval Monodon monoceros Linnaeus, 1758           | Autochtone                  | Aire de répartition du Narval  | [ 276 ]             | NA                   | Narval  |

### Famille:Phocœnidés
| Nom vulgaire, nom binominal et citation d'auteurs  | Origine et statut en Europe | Aire de répartition                    | Statut UICN mondial | Statut UICN européen | Image           |
| -------------------------------------------------- | --------------------------- | -------------------------------------- | ------------------- | -------------------- | --------------- |
| Marsouin commun Phocoena phocoena (Linnaeus, 1758) | Autochtone                  | Aire de répartition du Marsouin commun | [ 277 ]             | [ 2 ]                | Marsouin commun |

### Famille:Kogiidés
| Nom vulgaire, nom binominal et citation d'auteurs  | Origine et statut en Europe | Aire de répartition                    | Statut UICN mondial | Statut UICN européen | Image           |
| -------------------------------------------------- | --------------------------- | -------------------------------------- | ------------------- | -------------------- | --------------- |
| Cachalot pygmée Kogia breviceps (Blainville, 1838) | Autochtone                  | Aire de répartition du Cachalot pygmée | [ 279 ]             | NA                   | Cachalot pygmée |
| Cachalot nain Kogia sima (Owen, 1866)              | Autochtone                  | Aire de répartition du Cachalot nain   | [ 280 ]             | NA                   | Cachalot nain   |

### Famille:Physétéridés
| Nom vulgaire, nom binominal et citation d'auteurs    | Origine et statut en Europe | Aire de répartition                   | Statut UICN mondial | Statut UICN européen | Image          |
| ---------------------------------------------------- | --------------------------- | ------------------------------------- | ------------------- | -------------------- | -------------- |
| Grand Cachalot Physeter macrocephalus Linnaeus, 1758 | Autochtone                  | Aire de répartition du Grand Cachalot | [ 281 ]             | [ 2 ]                | Grand Cachalot |

### Famille:Ziphiidés
| Nom vulgaire, nom binominal et citation d'auteurs                   | Origine et statut en Europe | Aire de répartition                               | Statut UICN mondial | Statut UICN européen | Image                    |
| ------------------------------------------------------------------- | --------------------------- | ------------------------------------------------- | ------------------- | -------------------- | ------------------------ |
| Hypérodon boréal Hyperoodon ampullatus (Forster, 1770)              | Autochtone                  | Aire de répartition du Hypérodon boréal           | [ 282 ]             | [ 2 ]                | Hypérodon boréal         |
| Mésoplodon de Sowerby Mesoplodon bidens (Sowerby, 1804)             | Autochtone                  | Aire de répartition du Mésoplodon de Sowerby      | [ 283 ]             | [ 2 ]                | Mésoplodon de Sowerby    |
| Mésoplodon de Blainville Mesoplodon densirostris (Blainville, 1817) | Autochtone                  | Aire de répartition du Mésoplodon de Blainville   | [ 285 ]             | [ 2 ]                | Mésoplodon de Blainville |
| Mésoplodon de Gervais Mesoplodon europaeus (Gervais, 1855)          | Autochtone                  | Aire de répartition du Mésoplodon de Gervais      | [ 286 ]             | [ 2 ]                | Mésoplodon de Gervais    |
| Mésoplodon de Gray Mesoplodon grayi Von Haast, 1876                 | Erratique                   | Aire de répartition du Mésoplodon de Gray         | [ 287 ]             | (NE)                 | Mésoplodon de Gray       |
| Mésoplodon de True Mesoplodon mirus True, 1913                      | Autochtone                  | Aire de répartition du Mésoplodon de True         | [ 288 ]             | [ 2 ]                | Mésoplodon de True       |
| Baleine à bec de Cuvier Ziphius cavirostris G. Cuvier, 1823         | Autochtone                  | Aire de répartition de la Baleine à bec de Cuvier | [ 289 ]             | [ 2 ]                | Baleine à bec de Cuvier  |

## Ordre:Artiodactyles

### Famille:Bovidés
| Nom vulgaire, nom binominal et citation d'auteurs               | Origine et statut en Europe         | Aire de répartition                          | Statut UICN mondial | Statut UICN européen | Image                 |
| --------------------------------------------------------------- | ----------------------------------- | -------------------------------------------- | ------------------- | -------------------- | --------------------- |
| Gazelle à goitre Gazella subgutturosa (Güldenstädt, 1780)       | Autochtone (Disparu)                | Illustration manquante                       | [ 291 ]             | (NE)                 | Gazelle à goitre      |
| Antilope saïga Saiga tatarica (Linnaeus, 1766)                  | Autochtone                          | Aire de répartition de l'Antilope saïga      | [ 292 ]             | [ 2 ]                | Antilope saïga        |
| Bison d'Europe Bison bonasus (Linnaeus, 1758)                   | Autochtone (Réintroduit),           | Aire de répartition du Bison d'Europe        | [ 294 ]             | [ 2 ]                | Bison d'Europe        |
| Bison des steppes Bison priscus Bojanus, 1827                   | Autochtone (Éteint)                 | Illustration manquante                       | (NE)                | (NE)                 | Bison des steppes     |
| Taurin Bos taurus Linnaeus, 1758                                | Autochtone (Peut-être réintroduit), | Aire de répartition du Taurin                | (NE)                | (NE)                 |                       |
| Mouflon à manchettes Ammotragus lervia (Pallas, 1777)           | Allochtone (Introduit)              | Aire de répartition du Mouflon à manchettes  | [ 296 ]             | NA                   | Mouflon à manchettes  |
| Bouquetin du Caucase Capra caucasica Güldenstädt & Pallas, 1783 | Autochtone                          | Aire de répartition du Bouquetin du Caucase  | [ 297 ]             | (NE)                 | Bouquetin du Caucase  |
| Bouquetin oriental Capra cylindricornis (Blyth, 1841)           | Autochtone                          | Aire de répartition du Bouquetin oriental    | [ 298 ]             | (NE)                 | Bouquetin oriental    |
| Chèvre égagre Capra hircus Linnaeus, 1758                       | Autochtone                          | Aire de répartition de la Chèvre égagre      | [ 299 ]             | NA                   | Chèvre égagre         |
| Bouquetin des Alpes Capra ibex Linnaeus, 1758                   | Autochtone (Endémique)              | Aire de répartition du Bouquetin des Alpes   | [ 300 ]             | [ 2 ]                | Bouquetin des Alpes   |
| Bouquetin ibérique Capra pyrenaica Schinz, 1838                 | Autochtone (Endémique)              | Aire de répartition du Bouquetin ibérique    | [ 301 ]             | [ 2 ]                | Bouquetin ibérique    |
| Myotragus balearicus Bate, 1909                                 | Autochtone (Endémique mais éteint)  | Illustration manquante                       | (NE)                | (NE)                 | Myotragus balearicus  |
| Bœuf musqué Ovibos moschatus (Zimmermann, 1780)                 | Autochtone (Réintroduit)            | Aire de répartition du Bœuf musqué           | [ 303 ]             | NA                   | Bœuf musqué           |
| Mouflon méditerranéen Ovis orientalis musimon Linnaeus, 1758    | Allochtone (Introduit)              | Aire de répartition du Mouflon méditerranéen | [ 305 ]             | NA                   | Mouflon méditerranéen |
| Isard Rupicapra pyrenaica Bonaparte, 1845                       | Autochtone (Endémique)              | Aire de répartition de l'Isard               | [ 306 ]             | [ 2 ]                | Isard                 |
| Chamois Rupicapra rupicapra (Linnaeus, 1758)                    | Autochtone                          | Aire de répartition du Chamois               | [ 307 ]             | [ 2 ]                | Chamois               |

### Famille:Cervidés
| Nom vulgaire, nom binominal et citation d'auteurs          | Origine et statut en Europe        | Aire de répartition                         | Statut UICN mondial | Statut UICN européen | Image                |
| ---------------------------------------------------------- | ---------------------------------- | ------------------------------------------- | ------------------- | -------------------- | -------------------- |
| Élan Alces alces (Linnaeus, 1758)                          | Autochtone                         | Aire de répartition de l'Élan               | [ 308 ]             | [ 2 ]                | Élan                 |
| Chevreuil européen Capreolus capreolus (Linnaeus, 1758)    | Autochtone                         | Aire de répartition du Chevreuil européen   | [ 309 ]             | [ 2 ]                | Chevreuil européen   |
| Chevreuil de Sibérie Capreolus pygargus Pallas, 1771       | Autochtone                         | Aire de répartition du Chevreuil de Sibérie | [ 310 ]             | [ 2 ]                | Chevreuil de Sibérie |
| Hydropote chinois Hydropotes inermis Swinhoe, 1870         | Allochtone (Introduit)             | Illustration manquante                      | [ 311 ]             | NA                   | Hydropote chinois    |
| Cerf de Virginie Odocoileus virginianus (Zimmermann, 1780) | Allochtone (Introduit)             | Aire de répartition du Cerf de Virginie     | [ 312 ]             | NA                   | Cerf de Virginie     |
| Renne Rangifer tarandus (Linnaeus, 1758)                   | Autochtone                         | Aire de répartition du Renne                | [ 313 ]             | [ 2 ]                | Renne                |
| Cerf axis Axis axis (Erxleben, 1777)                       | Allochtone (Introduit)             | Aire de répartition du Cerf axis            | [ 314 ]             | NA                   | Cerf axis            |
| Cerf élaphe Cervus elaphus Linnaeus, 1758                  | Autochtone                         | Aire de répartition du Cerf élaphe          | [ 315 ]             | [ 2 ]                | Cerf élaphe          |
| Cerf sika Cervus nippon Temminck, 1838                     | Allochtone (Introduit)             | Illustration manquante                      | [ 316 ]             | NA                   | Cerf sika            |
| Daim européen Dama dama (Linnaeus, 1758)                   | Autochtone (Réintroduit)           | Aire de répartition du Daim européen        | [ 318 ]             | [ 2 ]                | Daim européen        |
| Cerf géant Megaloceros giganteus (Blumenbach, 1799)        | Autochtone (Éteint)                | Aire de répartition du Cerf géant           | (NE)                | (NE)                 | Cerf géant           |
| Cerf de Caziot Praemegaceros cazioti (Depéret, 1897)       | Autochtone (Endémique mais éteint) | Illustration manquante                      | (NE)                | (NE)                 | Cerf de Caziot       |
| Muntjac de Chine Muntiacus reevesi (Ogilby, 1839)          | Allochtone (Introduit)             | Illustration manquante                      | [ 320 ]             | NA                   | Muntjac de Chine     |

### Famille:Suidés
| Nom vulgaire, nom binominal et citation d'auteurs | Origine et statut en Europe | Aire de répartition                       | Statut UICN mondial | Statut UICN européen | Image              |
| ------------------------------------------------- | --------------------------- | ----------------------------------------- | ------------------- | -------------------- | ------------------ |
| Sanglier d'Eurasie Sus scrofa Linnaeus, 1758      | Autochtone                  | Aire de répartition du Sanglier d'Eurasie | [ 321 ]             | [ 2 ]                | Sanglier d'Eurasie |

## Ordre:Périssodactyles

### Famille:Équidés
| Nom vulgaire, nom binominal et citation d'auteurs | Origine et statut en Europe         | Aire de répartition                 | Statut UICN mondial | Statut UICN européen | Image      |
| ------------------------------------------------- | ----------------------------------- | ----------------------------------- | ------------------- | -------------------- | ---------- |
| Âne commun Equus asinus Linnaeus, 1758            | Allochtone (Introduit)              | Aire de répartition de l'Âne commun | [ 323 ]             | (NE)                 | Âne commun |
| Hémione Equus hemionus Pallas, 1775               | Autochtone (Disparu)                | Aire de répartition de l'Hémione    | [ 325 ]             | (NE)                 | Hémione    |
| Hydrontin Equus hydruntinus Regàlia, 1904         | Autochtone (Éteint)                 | Illustration manquante              | (NE)                | (NE)                 | Hydrontin  |
| Cheval Equus caballus Linnaeus, 1758              | Autochtone (Peut-être réintroduit), | Aire de répartition du Cheval       | [ 327 ]             | (NE)                 | Cheval     |

## Ordre:Carnivores

### Famille:Canidés
| Nom vulgaire, nom binominal et citation d'auteurs    | Origine et statut en Europe | Aire de répartition                   | Statut UICN mondial | Statut UICN européen | Image               |
| ---------------------------------------------------- | --------------------------- | ------------------------------------- | ------------------- | -------------------- | ------------------- |
| Chacal doré Canis aureus Linnaeus, 1758              | Allochtone,                 | Aire de répartition du Chacal doré    | [ 329 ]             | [ 2 ]                | Chacal doré         |
| Loup gris Canis lupus Linnaeus, 1758                 | Autochtone                  | Aire de répartition du Loup gris      | [ 330 ]             | [ 2 ]                | Loup gris           |
| Dhole Cuon alpinus (Pallas, 1811)                    | Autochtone (Disparu)        | Aire de répartition du Dhole          | [ 332 ]             | (NE)                 | Dhole               |
| Cynotherium sardous Studiati, 1857                   | Autochtone (Éteint)         | Illustration manquante                | (NE)                | (NE)                 | Cynotherium sardous |
| Chien viverrin Nyctereutes procyonoides (Gray, 1834) | Allochtone (Introduit)      | Aire de répartition du Chien viverrin | [ 334 ]             | NA                   | Chien viverrin      |
| Renard corsac Vulpes corsac (Linnaeus, 1768)         | Autochtone                  | Aire de répartition du Renard corsac  | [ 335 ]             | [ 2 ]                | Renard corsac       |
| Renard polaire Vulpes lagopus Linnaeus, 1758         | Autochtone                  | Aire de répartition du Renard polaire | [ 336 ]             | [ 2 ]                | Renard polaire      |
| Renard roux Vulpes vulpes (Linnaeus, 1758)           | Autochtone                  | Aire de répartition du Renard roux    | [ 337 ]             | [ 2 ]                | Renard roux         |

### Famille:Ursidés
| Nom vulgaire, nom binominal et citation d'auteurs | Origine et statut en Europe | Aire de répartition                 | Statut UICN mondial | Statut UICN européen | Image      |
| ------------------------------------------------- | --------------------------- | ----------------------------------- | ------------------- | -------------------- | ---------- |
| Ours brun Ursus arctos Linnaeus, 1758             | Autochtone                  | Aire de répartition de l'Ours brun  | [ 338 ]             | [ 2 ]                | Ours brun  |
| Ours blanc Ursus maritimus Phipps, 1774           | Autochtone                  | Aire de répartition de l'Ours blanc | [ 339 ]             | [ 2 ]                | Ours blanc |

### Famille:Méphitidés
| Nom vulgaire, nom binominal et citation d'auteurs  | Origine et statut en Europe | Aire de répartition                       | Statut UICN mondial | Statut UICN européen | Image           |
| -------------------------------------------------- | --------------------------- | ----------------------------------------- | ------------------- | -------------------- | --------------- |
| Mouffette rayée Mephitis mephitis (Schreber, 1776) | Allochtone (Introduit)      | Aire de répartition de la Mouffette rayée | [ 341 ]             | (NE)                 | Mouffette rayée |

### Famille:Mustélidés
| Nom vulgaire, nom binominal et citation d'auteurs   | Origine et statut en Europe           | Aire de répartition                         | Statut UICN mondial | Statut UICN européen | Image              |
| --------------------------------------------------- | ------------------------------------- | ------------------------------------------- | ------------------- | -------------------- | ------------------ |
| Loutre d'Europe Lutra lutra (Linnaeus, 1758)        | Autochtone                            | Aire de répartition de la Loutre d'Europe   | [ 342 ]             | [ 2 ]                | Loutre d'Europe    |
| Glouton Gulo gulo (Linnaeus, 1758)                  | Autochtone                            | Aire de répartition du Glouton              | [ 343 ]             | [ 2 ]                | Glouton            |
| Martre d'Amérique Martes americana (Turton, 1806)   | Allochtone (Peut-être non acclimaté), | Aire de répartition de la Martre d'Amérique | [ 345 ]             | (NE)                 | Martre d'Amérique  |
| Fouine Martes foina (Erxleben, 1777)                | Allochtone                            | Aire de répartition de la Fouine            | [ 347 ]             | [ 2 ]                | Fouine             |
| Martre des pins Martes martes (Linnaeus, 1758)      | Autochtone                            | Aire de répartition de la Martre des pins   | [ 348 ]             | [ 2 ]                | Martre des pins    |
| Zibeline Martes zibellina (Linnaeus, 1758)          | Autochtone                            | Aire de répartition de la Zibeline          | [ 349 ]             | NA                   | Zibeline           |
| Meles leucurus (Hodgson, 1847)                      | Allochtone                            | Aire de répartition de Meles leucurus       | [ 351 ]             | (NE)                 | Meles leucurus     |
| Blaireau européen Meles meles (Linnaeus, 1758)      | Autochtone                            | Aire de répartition du Blaireau européen    | [ 352 ]             | [ 2 ]                | Blaireau européen  |
| Hermine Mustela erminea Linnaeus, 1758              | Autochtone                            | Aire de répartition de l'Hermine            | [ 353 ]             | [ 2 ]                | Hermine            |
| Putois des steppes Mustela eversmanii Lesson, 1827  | Autochtone                            | Aire de répartition du Putois des steppes   | [ 354 ]             | [ 2 ]                | Putois des steppes |
| Vison d'Europe Mustela lutreola (Linnaeus, 1761)    | Autochtone                            | Aire de répartition du Vison d'Europe       | [ 355 ]             | [ 2 ]                | Vison d'Europe     |
| Belette d'Europe Mustela nivalis Linnaeus, 1766     | Autochtone                            | Aire de répartition de la Belette d'Europe  | [ 356 ]             | [ 2 ]                | Belette d'Europe   |
| Putois d'Europe Mustela putorius Linnaeus, 1758     | Autochtone                            | Aire de répartition du Putois d'Europe      | [ 357 ]             | [ 2 ]                | Putois d'Europe    |
| Putois de Sibérie Mustela sibirica Pallas, 1773     | Autochtone                            | Aire de répartition du Putois de Sibérie    | [ 358 ]             | NA                   | Putois de Sibérie  |
| Vison d'Amérique Neovison vison (Schreber, 1777)    | Allochtone (Introduit)                | Aire de répartition du Vison d'Amérique     | [ 359 ]             | NA                   | Vison d'Amérique   |
| Putois marbré Vormela peregusna (Güldenstädt, 1770) | Autochtone                            | Aire de répartition du Putois marbré        | [ 360 ]             | [ 2 ]                | Putois marbré      |

### Famille:Procyonidés
| Nom vulgaire, nom binominal et citation d'auteurs | Origine et statut en Europe | Aire de répartition                 | Statut UICN mondial | Statut UICN européen | Image        |
| ------------------------------------------------- | --------------------------- | ----------------------------------- | ------------------- | -------------------- | ------------ |
| Coati roux Nasua nasua (Linnaeus, 1766)           | Allochtone (Introduit)      | Aire de répartition du Coati roux   | [ 362 ]             | (NE)                 | Coati roux   |
| Raton laveur Procyon lotor (Linnaeus, 1758)       | Allochtone (Introduit)      | Aire de répartition du Raton laveur | [ 363 ]             | NA                   | Raton laveur |

### Famille:Odobénidés
| Nom vulgaire, nom binominal et citation d'auteurs | Origine et statut en Europe | Aire de répartition          | Statut UICN mondial | Statut UICN européen | Image |
| ------------------------------------------------- | --------------------------- | ---------------------------- | ------------------- | -------------------- | ----- |
| Morse Odobenus rosmarus (Linnaeus, 1758)          | Autochtone                  | Aire de répartition du Morse | [ 364 ]             | NA                   | Morse |

### Famille:Phocidés
| Nom vulgaire, nom binominal et citation d'auteurs              | Origine et statut en Europe | Aire de répartition                                 | Statut UICN mondial | Statut UICN européen | Image                        |
| -------------------------------------------------------------- | --------------------------- | --------------------------------------------------- | ------------------- | -------------------- | ---------------------------- |
| Phoque moine de Méditerranée Monachus monachus (Hermann, 1779) | Autochtone                  | Aire de répartition du Phoque moine de Méditerranée | [ 365 ]             | [ 2 ]                | Phoque moine de Méditerranée |
| Phoque à capuchon Cystophora cristata (Erxleben, 1777)         | Autochtone                  | Aire de répartition du Phoque à capuchon            | [ 366 ]             | NA                   | Phoque à capuchon            |
| Phoque barbu Erignathus barbatus (Erxleben, 1777)              | Autochtone                  | Aire de répartition du Phoque barbu                 | [ 367 ]             | NA                   | Phoque barbu                 |
| Phoque gris Halichoerus grypus (Fabricius, 1791)               | Autochtone                  | Aire de répartition du Phoque gris                  | [ 368 ]             | [ 2 ]                | Phoque gris                  |
| Phoque du Groenland Pagophilus groenlandicus (Erxleben, 1777)  | Autochtone                  | Aire de répartition du Phoque du Groenland          | [ 369 ]             | NA                   | Phoque du Groenland          |
| Phoque veau marin Phoca vitulina Linnaeus, 1758                | Autochtone                  | Aire de répartition du Phoque veau marin            | [ 370 ]             | [ 2 ]                | Phoque veau marin            |
| Phoque de la Caspienne Pusa caspica (Gmelin, 1788)             | Autochtone                  | Aire de répartition du Phoque de la Caspienne       | [ 371 ]             | (NE)                 | Phoque de la Caspienne       |
| Phoque annelé Pusa hispida (Schreber, 1775)                    | Autochtone                  | Aire de répartition du Phoque annelé                | [ 372 ]             | [ 2 ]                | Phoque annelé                |

### Famille:Félidés
| Nom vulgaire, nom binominal et citation d'auteurs | Origine et statut en Europe     | Aire de répartition                    | Statut UICN mondial | Statut UICN européen | Image             |
| ------------------------------------------------- | ------------------------------- | -------------------------------------- | ------------------- | -------------------- | ----------------- |
| Guépard Acinonyx jubatus (Schreber, 1775)         | Peut-être autochtone (Disparu), | Aire de répartition du Guépard         | [ 373 ]             | (NE)                 | Guépard           |
| Chat des marais Felis chaus Schreber, 1777        | Autochtone                      | Aire de répartition du Chat des marais | [ 374 ]             | NA                   | Chat des marais   |
| Chat sauvage Felis silvestris Schreber, 1777      | Autochtone                      | Aire de répartition du Chat sauvage    | [ 375 ]             | [ 2 ]                | Chat sauvage      |
| Lynx boréal Lynx lynx (Linnaeus, 1758)            | Autochtone                      | Aire de répartition du Lynx boréal     | [ 376 ]             | [ 2 ]                | Lynx boréal       |
| Lynx pardelle Lynx pardinus (Temminck, 1827)      | Autochtone (Endémique)          | Aire de répartition du Lynx pardelle   | [ 377 ]             | [ 2 ]                | Lynx pardelle     |
| Lynx des cavernes Lynx spelaea (Boule, 1906)      | Peut-être autochtone (Éteint),  | Illustration manquante                 | (NE)                | (NE)                 | Lynx des cavernes |
| Lion Panthera leo (Linnaeus, 1758)                | Autochtone (Disparu)            | Aire de répartition du Lion            | [ 380 ]             | (NE)                 | Lion              |
| Léopard Panthera pardus (Linnaeus, 1758)          | Autochtone (Réintroduit)        | Aire de répartition du Léopard         | [ 382 ]             | (NE)                 | Léopard           |
| Tigre Panthera tigris (Linnaeus, 1758)            | Autochtone (Disparu)            | Aire de répartition du Tigre           | [ 384 ]             | (NE)                 | Tigre             |

### Famille:Viverridés
| Nom vulgaire, nom binominal et citation d'auteurs | Origine et statut en Europe | Aire de répartition                       | Statut UICN mondial | Statut UICN européen | Image           |
| ------------------------------------------------- | --------------------------- | ----------------------------------------- | ------------------- | -------------------- | --------------- |
| Genette commune Genetta genetta (Linnaeus, 1758)  | Allochtone (Introduit)      | Aire de répartition de la Genette commune | [ 385 ]             | [ 2 ]                | Genette commune |

### Famille:Hyaénidés
| Nom vulgaire, nom binominal et citation d'auteurs | Origine et statut en Europe | Aire de répartition                   | Statut UICN mondial | Statut UICN européen | Image       |
| ------------------------------------------------- | --------------------------- | ------------------------------------- | ------------------- | -------------------- | ----------- |
| Hyène rayée Hyaena hyaena (Linnaeus, 1758)        | Autochtone                  | Aire de répartition de la Hyène rayée | [ 387 ]             | (NE)                 | Hyène rayée |

### Famille:Herpestidés
| Nom vulgaire, nom binominal et citation d'auteurs                 | Origine et statut en Europe | Aire de répartition                                 | Statut UICN mondial | Statut UICN européen | Image                     |
| ----------------------------------------------------------------- | --------------------------- | --------------------------------------------------- | ------------------- | -------------------- | ------------------------- |
| Petite Mangouste indienne Herpestes auropunctatus (Hodgson, 1836) | Allochtone (Introduit)      | Aire de répartition de la Petite Mangouste indienne | [ 388 ]             | NA                   | Petite Mangouste indienne |
| Mangouste d'Égypte Herpestes ichneumon (Linnaeus, 1758)           | Autochtone                  | Aire de répartition de la Mangouste d'Égypte        | [ 389 ]             | [ 2 ]                | Mangouste d'Égypte        |